# Wilma Lipp
Wilma Lipp (Viena, 26 d'abril de 1925 - Inning am Ammersee, Baviera, 26 de gener de 2019) fou una cantant d'òpera austríaca en la tessitura de soprano.

## Biografia
Wilma Lipp va néixer al districte de Döbling de Viena, filla d'un arquitecte de Hietzing, un altre districte de Viena. Des de l'edat d'11 anys va rebre lliçons de cant, en principi amb Friedl Sindl i Paola Novikova, més tard, entre d'altres, amb Toti Dal Monte a Milà i Anna Bahr-Mildenburg a l'Acadèmia de Música de Viena. En 1943, a l'edat de 17 anys, va fer el seu debut a Viena en el paper de Rosina de El barber de Sevilla de Rossini, en una representació a l'aire lliure a la Heldenplatz de Viena. El mateix any va cantar el paper de Gilda el Rigoletto de Verdi al Konzerthaus de Viena.
En 1945 va ser contractada per l'Òpera Estatal de Viena com alumne i més tard pel seu cor. El seu primer paper va ser la Kate Pinkerton de Madama Butterfly de Puccini. També va fer La núvia venuda de Bedřich Smetana, Hänsel und Gretel d'Engelbert Humperdinck, Les noces de Fígaro (el paper de Barbarina) de Mozart, Rigoletto (la comtessa Ceprano), i Capriccio de Richard Strauss (la cantant italiana). A continuació va cantar l'Adele de l'opereta Die Fledermaus de Johann Strauss II, paper que interpretarà amb èxit al llarg de més de vint anys.
La primera representació del paper de la Reina de la Nit de l'òpera de Mozart La flauta màgica, una de les seves creacions més llegendàries, va tenir lloc el 13 de gener de 1948, sota la direcció de Josef Krips. Fins a l'any 1956, la va interpretar 132 vegades a la Staatsoper (Òpera Estatal) de Viena. Josef Krips la va dirigir en nombroses ocasions i fins i tot va ser el pianista acompanyant en els seus recitals, com en el de 1964 a la Musikverein de Viena.
En 1953 va esdevenir, amb només 28 anys, la més jove cantant de la història de l'Òpera Estatal de Viena. A la reobertura d'aquest teatre després de la Segona Guerra Mundial, en 1955, va cantar el papers de Konstanze, la Reina de la Nit, Oscar i Musetta. Són especialment recordats per la seva tècnica els papers de Marguerite (Faust), Antonia (Les Contes d'Hoffmann), Nedda (Pagliacci) i Eva (Die Meistersinger von Nürnberg). Especialista de Mozart, va brillar en els papers més dramàtics d'aquest compositor, com ara Pamina (La flauta màgica), la comtessa Almaviva (Les noces de Fígaro) i Donna Elvira (Don Giovanni).
A la reobertura del Theater an der Wien l'any 1962, Wilma Lipp va canviar de paper en La flauta màgica, per fer de Pamina en comptes de la Reina de la Nit, al costat de Nicolai Gedda (Tamino), sota la direcció de Herbert von Karajan.
En l'òpera de Viena va aparèixer unes 1200 vegades a l'escenari. A més a més, també es va dedicar a donar recitals i a la música sacra. Va cantar regularment a la Musikverein de Viena. Va cantar també a Amèrica del Nord i del Sud.
En 1948 va cantar per primera vegada al Festival de Salzburg, ho va fer en el paper de Konstanze de Die Entführung aus dem Serail de Mozart, sota la direcció de Josef Krips. Va cantar a continuació a La Scala de Milà en 1950 (la Reina de la Nit i Konstanze), a l'Òpera de París, al Teatre Nacional de Múnic, al Deutsche Oper Berlín, al Royal Opera House Covent Garden (1950 i 1951), al Festival de Salzburg, al Festival de Bayreuth (1951, l'ocell del bosc de Siegfried), al Festival de Bregenz (Annina en Eine Nacht in Venedig de Johann Strauss II), i al Festival d'Edimburg (Konstanze).
En 1950 va cantar Konstanze en el primer enregistrament complet de l'òpera sota la direcció de Josef Krips. Va ser contractada per nombrosos teatres d'òpera i va interpretar Violetta de La Traviata de Verdi i el paper principal de Manon de Jules Massenet. Al Gran Teatre del Liceu de Barcelona va interpretar en febrer de 1951 La flauta màgica i en gener de 1957 Martha de Friedrich von Flotow.
En 1962 Wilma Lipp va fer el seu debut a San Francisco fent el paper de Micaela en Carmen, i cantant més tard al mateix teatre els papers de Sophie (Rosenkavalier), Alice Ford (Falstaff), i Nedda en Pagliacci. Va cantar també a Brussel·les, París, Buenos Aires i Zúric, on va tornar a cantar Lisa de l'opereta Das Land des Lächelns i Anna Elisa en Paganini, ambdues de Franz Lehár.
A començaments dels anys 1970 va començar a retirar-se lentament dels escenaris. Als últims anys de carrera va actuar a l'Òpera Estatal i al Volksoper de Viena, al Festival de Bregenz, a l'Òpera de Zuric i al Festival de Salzburg. Amb el paper de Marianne (Der Rosenkavalier) va fer el seu comiat dels escenaris el 5 de juny de 1981, després de gairebé quaranta anys d'activitat, al Festival de Salzburg. En 1982, va ser nomenada membre honorari de l'Òpera Estatal de Viena. Als anys 1983 i 1984, va tornar temporalment al Festival de Salzburg (Marianne) i en 1986 al Teatro Regio de Torí.

## Ensenyament
Wilma Lipp va donar classes al Mozarteum de Salzbourg. Entre els seus alumnes es troben Kathleen Cassello, Birgid Steinberger, Ingrid Habermann, Eva Lind i Iride Martinez. Aquestes cantants han brillat particularment en els papers de Wilma Lipp. En 1998 va ser nomenada professora emèrita.

## Filmografia
- Unsterblicher Mozart – Wilma Lipp canta Die Entführung aus dem Serail, Don Giovanni i Les noces de Fígaro
- Das Dreimäderlhaus. Wilma Lipp canta l'Ave Maria de Schubert
- Der Kardinal – Wilma Lipp interpreta el papel d'una catòlica en temps del nazisme
- Der Rosenkavalier – Festival de Salzburg 1982, direcció i posada en escena de Herbert von Karajan
- Wochenschau – Pel·lícula de postguerra, Wilma Lipp canta Frühlingsstimmenwalzer (veu de primavera) amb motiu de la visita de John F. Kennedy
- Karussell 1967 – Show televisar. Wilma Lipp canta àries d'operetes
- The Salzburg festival – Pel·lícula de Tony Palmer. Wilma Lipp hi és entrevistada
- Zeitzeugen - Wege zur Zweiten Republik - Documental de l'Österreichischer Rundfunk
- 50 Jahre Wiedereröffnung Wiener Staatsoper - Wilma Lipp, Elisabeth Schwarzkopf i Sena Jurinac són les invitades d'honor de la gala del 50è aniversari de la reobertura de l'Òpera de Viena (2005)

## Enregistraments
| Obres                                    | Intèrprets                                                                    | Direcció musical   | Any  |
| ---------------------------------------- | ----------------------------------------------------------------------------- | ------------------ | ---- |
| Joseph Marx, Lieder                      | Lipp, Dermota, Seefried, Auger                                                | Joseph Marx        | 1952 |
| Capriccio, Strauss                       | Lipp (La chanteuse italienne), Lisa della Casa, Schöffler, Dermota            | Karl Böhm          | 1953 |
| Die Entführung aus dem Serail, Mozart    | Lipp (Konstanze), Ludwig, Loose, Klein, Koreh                                 | Krips              | 1950 |
| Falstaff Verdi                           | Lipp (Nanetta), Fischer, Holm, Cunitz                                         | Solti              | 1954 |
| Falstaff, Verdi                          | Lipp (Alice Ford), Fischer-Dieskau                                            | Mario Rossi        | 1966 |
| La fille du régiment, Donizetti          | Lipp (Marie), Friedrich, Litz                                                 | Schüchter          | 1952 |
| Die Entführung aus dem Serail, Mozart    | Lipp (Konstanze), Wunderlich, Steffek                                         | Hollreiser         | 1962 |
| Die Zauberflöte, Mozart                  | Seefried, Ludwig, Greindl, Lipp (La reine de la nuit), Schmitt-Walter, Oravez | Furtwängler        | 1949 |
| Die Zauberflöte, Mozart                  | Seefried, Dermota, Greindl, Lipp (La reine de la nuit), Kunz, Oravez          | Furtwängler        | 1951 |
| L'elisir d'amore, Donizetti              | Lipp (Adina), Dermota                                                         | Krips              | 1953 |
| Die Zauberflöte, Mozart                  | Seefried, Dermota, Weber, Lipp, Kunz, Loose                                   | Karajan            | 1950 |
| Die Zauberflöte, Mozart                  | Güden, Simoneau, Böhme, Lipp, Berry, Loose                                    | Böhm               | 1955 |
| Die Zauberflöte, Mozart                  | Stich-Randall, Schock, Lipp                                                   | Keilberth          | 1953 |
| Die Zauberflöte, Mozart (extractes)      | Lipp (Pamina), Schock, Frick, Kunz                                            | Schüchter          | 1963 |
| Don Giovanni Mozart                      | Waechter, Grümmer, Lipp (Elvira), Scovotti, Evans                             | Schmidt-Isserstedt | 1963 |
| Rèquiem (Mozart)                         | Lipp, Höngen, Dickie, Weber                                                   | Horenstein         | 1956 |
| Idomeneo, Mozart                         | Lipp (Ilia), Grümmer, Lewis, Kmentt                                           | Schmidt-Isserstedt | 1964 |
| Les noces de Fígaro, Mozart              | Lipp (Comtesse Almaviva), Popp, Kerns, Siepi                                  | Stein              | 1973 |
| Faust Gounod                             | Lipp (Marguerite), Kmentt, Ghiaurov, Sereni, Höngen                           | Prêtre             | 1961 |
| Rèquiem (Mozart)                         | Lipp, Rössel-Majdan, Dermota, Berry                                           | Karajan            | 1963 |
| Missa en Do menor, Mozart                | Lipp, Ludwig, Dickie, Berry                                                   | Grossmann          | 1950 |
| Passió segons Sant Mateu, Bach           | Lipp, Ludwig, Wunderlich, Berry                                               | Böhm               | 1961 |
| Novena Simfonia, Beethoven               | Lipp, Boese, Wunderlich, Crass                                                | Klemperer          | 1961 |
| Novena Simfonia, Beethoven               | Lipp, Dickie, Höffgen, Frick                                                  | Schuricht          | 1956 |
| Novena Simfonia, Beethoven               | Lipp, Patzak, Höngen, Weber                                                   | Horenstein         | 1950 |
| Un Rèquiem alemany, Brahms               | Lipp, Waechter                                                                | Klemperer          | 1956 |
| Faust (Gounod) Gounod                    | Lipp (Marguerite), Kmentt, Uhde, Waechter, Höngen                             | Prêtre             | 1963 |
| Un Rèquiem alemany, Brahms               | Lipp, Crass                                                                   | Sawallisch         | 1965 |
| Les Contes d'Hoffmann, Offenbach         | Lipp (Olympia), Schock, Mödl, Trötschel                                       | Szenkár            | 1953 |
| La bohème, Puccini                       | Eipperle, Lipp (Musetta), Terkal, Poell                                       | Krauss             | 1952 |
| La bohème, Puccini                       | Lipp (Mimi), Anton Dermota                                                    | Krips              | 1965 |
| Orfeu i Eurídice, Gluck                  | Lipp (Euridice), Ludwig, Schädle                                              | Krips              | 1965 |
| Fra Diavolo, Auber                       | Lipp (Zerline), Schock, Pease, Zollenkopf                                     | Schüchter          | 1954 |
| Martha, Flotow                           | Lipp (Lady Harriet), Kmentt, Plümacher                                        | Schüchter          | 1951 |
| Pagliacci, Leoncavallo                   | Lipp (Nedda), Hopf, Pease, Braun                                              | Sawallisch         | 1954 |
| Die Fledermaus, Strauß                   | Güden, Lipp (Adele), Dermota, Patzak                                          | Krauss             | 1950 |
| Die lustigen Weiber von Windsor, Nicolai | Lipp (Frau Fluth), Rössl-Majdan, Nissen, Schädle, Terkal                      | Schüchter          | 1953 |
| Die Fledermaus Strauß                    | Scheyrer, Lipp (Adele), Terkal                                                | Otto Ackermann     | 1959 |
| Die Fledermaus, Strauß                   | Lipp (Rosalinde), Holm, Schock                                                | Stolz              | 1966 |
| Wiener Blut, Strauß                      | Güden, Lipp (Pepi), Gruber, Schock                                            | Stolz              | 1967 |
| Der Vogelhändler, Zeller (Querschnitt)   | Zadek, Lipp (Christl), Patzak                                                 | Paulik             | 1955 |
| Ein Walzertraum, O. Straus (Extraits)    | Schock, Lipp (Franzi)                                                         | Stolz              | 1967 |
| Výleti pánĕ Broučkovy, Janáček           | Wunderlich, Fehenberger, Lipp                                                 | Keilberth          | 1959 |
| Der Bettelstudent, Millöcker             | Lipp (Laura), Rethy, Rosette Anday, Christ, Waechter                          | Paulik             | 1951 |
| Die lustige Witwe, Lehár                 | Lipp (Hanna), Grundén, Mottl                                                  | Paulik             | 1958 |
| Der Bettelstudent, Millöcker             | Lipp (Laura), Schädle, Töpper, Terkal, Böhme                                  | Schmidt-Boelke     | 1956 |
| Siegfried, Wagner                        | Aldenhoff, Varnay, Lipp (Waldvogel)                                           | Karajan            | 1950 |
| Fidelio, Beethoven                       | Nilsson, Vickers, Lipp (Marzelline), Unger                                    | Karajan            | 1960 |
| Fidelio, Beethoven                       | Nordmo Løvberg, Lipp (Marzelline), Dickie                                     | Karajan            | 1961 |
| Faust, Gounod                            | Lipp (Marguerite), Domingo, Siepi, Sereni                                     | Märzendorfer       | 1968 |
| Der Rosenkavalier (Extractes), Strauss   | Rysanek, Lipp (Sophie), Seefried, Wunderlich                                  | André Cluytens     | 1966 |
| Der Rosenkavalier, Strauss               | Tomowa-Sintow, Baltsa, Perry, Lipp (Leitmetzerin)                             | Karajan            | 1984 |
| Der Rosenkavalier, Strauss               | Leonie Rysanek, Irmgard Seefried, Lipp (Sophie)                               | Cluytens           | 1966 |
| Gianni Schicchi, Puccini                 | Fischer-Dieskau, Lipp (Nella)                                                 | Erede              | 1975 |

## Distincions
- 1966 : Medalla Nicolai de l'Orquestra Filharmònica de Viena
- 1977 : Medalla d'or de la Ciutat de Viena
- 1982 : Membre honorari de l'Òpera Estatal de Viena
- 2004 : Medalla d'or pels serveis tributats al Land de Viena

## Font de traducció
- Pàgina traduïda a partir de les equivalents francesa i alemanya.